# 구니토미정

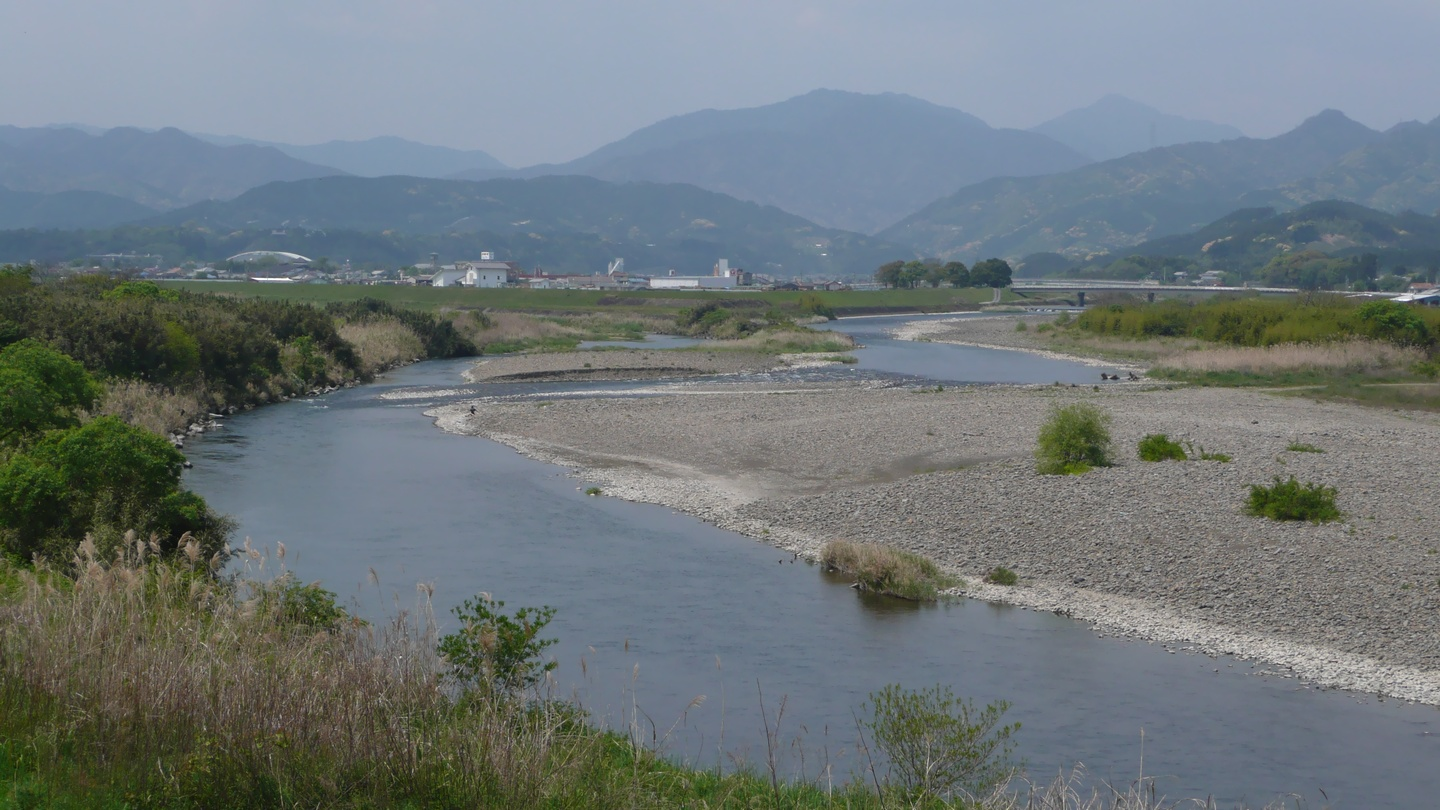
혼조강

구니토미정(일본어: 国富町)은 일본 미야자키현 중부에 있는 히가시모로카타군의 정이다. 정사무소가 있는 혼조 지구는 에도 시대에는 천령(막부 직할령)으로 혼조강을 이용한 수운 물자의 집산지로 번창했다. 현재는 농업과 첨단 산업이 발전한 지역이다.

## 지리
미야자키현 중앙부에 있고 미야자키시의 북서쪽 근처에 위치한 내륙 지역으로 북서쪽에서 남동쪽에 걸쳐 가늘게 뻗은 형태의 정역을 가지고 남쪽이 정 중심부에 해당한다. 중심부에서 동단부까지는 미야자키 평야의 일부를 차지하고 있고 특히 대지가 많다. 한편 북서부는 규슈 산지의 일부를 차지하고 있으며 북서단은 가몬다케(掃部岳, 1223m)의 정상에 해당하고 주변에는 해발 1000m를 넘는 곳이 있다. 정역 남부를 규슈 제일의 청류(清流)인 혼조강(오요도강의 지류)이 동서로 흐르고 있다.
연평균 기온은 18도, 연평균 강수량은 2,569mm, 일조 시간은 2,110시간이다.

### 인접한 자치체
- 미야자키시
- 사이토시
- 히가시모로카타군 아야정
- 고유군 니시메라촌

## 역사
고훈 시대에 혼조 고분군으로 대표되는 고분군이 점재하고 있었다. 에도 시대에 구니토미정 지역은 혼조 지구는 노베오카번의 월경지였다가 1646년에 천령(막부 직할령)이 되었고 기와키 지구는 다카나베번의 월경지, 야쓰시로 지구는 사쓰마번 다카오카 외성에 속했다. 천령 혼조의 대효적인 상가인 이즈미야에서는 19세기부터 20세기 전반에 걸쳐 와지 생산이 주산업이 되었다.
- 1889년 5월 1일 - 정촌제 시행으로 현재의 정역에 히가시모로카타군 혼조촌·야쓰시로촌·기와키촌이 성립하였다.
- 1919년 3월 1일 - 혼조촌이 정으로 승격해 혼조정이 되었다.
- 1956년 9월 30일 - 혼조정·야쓰시로촌이 대등 합병해 구니토미정이 성립하였다.
- 1957년 3월 31일 - 히가시모로카타군 기와키촌을 편입하였다.

## 교통

### 도로
- 히가시큐슈 자동차도